# EROCKIT
eROCKIT — лёгкий электрический мотоцикл с педальным управлением как у велосипеда, но без прямой передачи механической энергии от педалей к заднему колесу.
Транспортное средство разработано и производится компанией eROCKIT Systems GmbH в Германии под руководством управляющего директора Андреаса Цурвехме. Дизайн eROCKIT разработан Константиносом Хейером.

## Описание
Аккумулятор eROCKIT заряжается от обычной розетки 220/230 В примерно за 4 часа.
Мелкосерийное производство eRockit началось в 2013 году после основания небольшой производственной компании в берлинском административном округе Марцане с десятью сотрудниками. Мотоцикл продавался напрямую и через дилеров. Согласно официальному заявлению Окружного суда Шарлоттенбурга в Берлине в соответствии с HRB 96906 B от 12 июня 2014 года, компания eRockit GmbH была ликвидирована в связи с открытием производства по делу о несостоятельности в соответствии со статьёй 60, пунктом 1 № 4 GmbHG.
В конце 2021 года была основана компания eROCKIT AG, которая является 100 % акционером eROCKIT Systems GmbH под руководством управляющего директора Андреаса Цурвехме. В число акционеров eROCKIT AG вошли профессиональный футболист Макс Крузе, медиа-предприниматель Аарон Трошке и некрупная инвестиционная компания «Берлин-Бранденбург». Компания начала выпуск акций в середине декабря 2021 года.